# 圓翅鉤粉蝶
圓翅鉤粉蝶（学名：Gonepteryx amintha），又名紅點粉蝶、臺灣山黃蝶、橙翅鼠李蝶、台灣山黃蝶。
本種後翅翅緣平整圓滑，不具有近似種的鋸齒邊緣，故依照形態特徵稱之為圓翅鉤粉蝶。

## 描述
圓翅鉤粉蝶的外型特別，翅膀花紋與高麗菜相似，翅膀正面則雌雄不同，雄蝶前翅為濃黃色，雌蝶則前後翅均為淡綠色。

## 分佈
在臺灣全島平地至中海拔山區可見成蟲，臺灣以外尚分佈於大陸的華中、華南地區。

## 棲地
本種幼蟲以鼠李科桶鉤藤、小葉鼠李為寄主植物，為多世代種類，全年可見到成蝶，成蝶喜好訪花。

## 外部連結
- 维基共享资源上的相關多媒體資源：圓翅鉤粉蝶